# Гонка (деревня)
Гонка — деревня в Кезском районе Удмуртии. Входит в Юскинское сельское поселение.
Расположена в 8 км к северо-северо-востоку от Кеза и в 130 км от Ижевска. В 1,5 км к северу находится деревня Ю-Чабья. Вблизи деревни проходит автодорога Кез — Кулига.
| 2010 | 2012 |
| ---- | ---- |
| 42   | ↘36  |